# العرقين (عسير)
العرقين مركز إداري تابع لمحافظة سراة عبيدة الواقع في منطقة عسير في جنوب غرب المملكة العربية السعودية.

## مركز إمارة العرقين
يقع مركز إمارة العرقين في بلاد زهير إلى الجنوب الشرقي لمدينة أبها بمسافة تقدر بحوالي (123) كم، ومن سراة عبيدة (30) كم. يشرف المركز على عدد من القرى على امتداد وادي العرقين المعروف باسم هجرة زهير، يحده من الشرق مركز الخنقة، ومن الغرب مدينة السراة، ومن الجنوب مركز الفيض وبادية الخوايس، ومن الشمال مركز طريب. ويغطي المركز مساحة إجمالية تقدر بحوالي (3000كم2) تكون من هضاب صخرية تخترقها وديان عديدة، وبعض السهول الخصبة الصالحة للزراعة على ضفاف تلك الوديان. وأهم تلك الوديان وادي الحريقة، ووادي بشران، ووادي قيان، ووادي بن نشوان، ووادي الشبهانه، وجميعها تتجه إلى الشمال والشمال الغربي لتصب في وداي العرين، وبعضها يتجه شرقاً، ويفيض في وادي الخنقة. ومنطقة العرقين تعتبر منبسطة إذا ما قورنت بغيرها من مراكز منطقة سراة عبيدة، وجميع أراضيها صالحة للاستصلاح الزراعي وتتوفر بها المياه الصالحة للري.

## انظر ايضاً
- أبها

## وصلات خارجية
- سراة عبيدة.. آثارها شاهدة على عمق حضارتها.